# Windows Hardware Engineering Conference

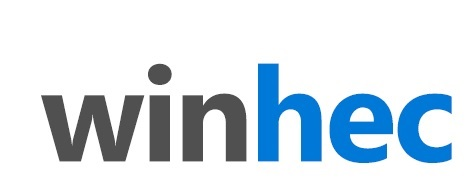
Logo Winhec.
Microsoft relance winhec avec un nouveau logo

Le WinHEC désigne la conférence annuelle d'ingénierie en matériel informatique de Windows (WINdows Hardware Engineering Conference).
Elle est organisée par Microsoft et est orientée vers un public de développeurs pour compatible PC. Les orateurs présents à cette conférence sont des personnes comme Bill Gates ou Steve Ballmer ; parmi les nombreux sponsors, il y a Intel, AMD, ATI.